# Saroja Sirisena

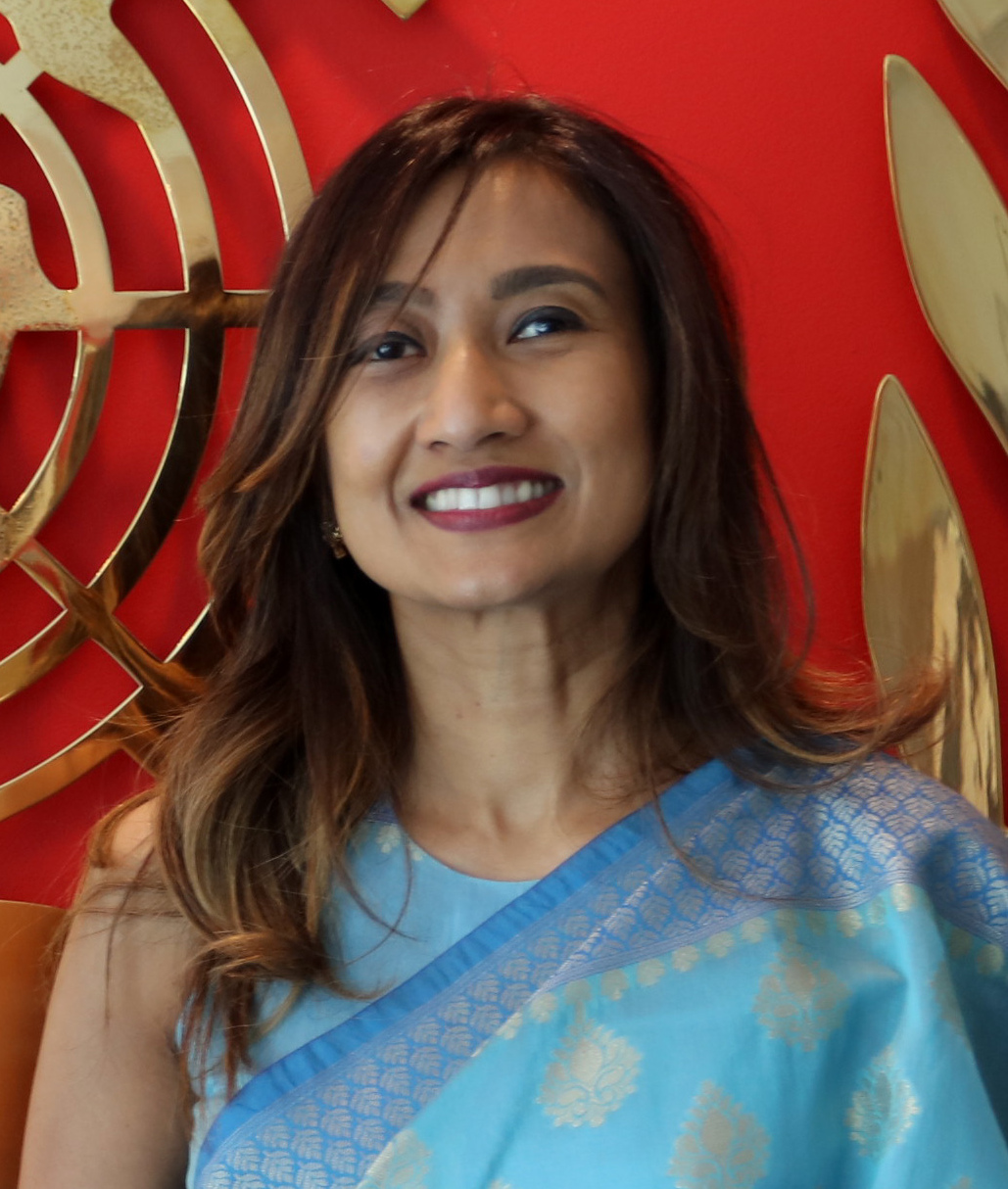
Saroja Sirisena 2023

Saroja Sirisena (singhalesisch සරෝජා සිරිසේන) ist eine Diplomatin von Sri Lanka. Sie dient seit 2020 als High Commissioner von Sri Lanka in Großbritannien. Davor war sie in verschiedenen diplomatischen Aufgaben bei den Vereinten Nationen sowie in Österreich und Indien.

## Leben

### Jugend und Ausbildung
Sirisena wurde in Colombo, Sri Lanka geboren. Sie ist ein Einzelkind einer Familie von Ärzten und wuchs in England und Colombo auf. Sie erhielt ihre Schulbildung an der Schule Devi Balika Vidyalaya in Colombo. In ihrer Jugend betrieb sie viel Leichtathletik. Nach dem Abschluss an der Highschool ging sie nach Australien an die University of Melbourne, wo sie Internationale Beziehungen studierte. Sie erwarb einen Bachelor of Arts in Political Science und später ging sie noch an die École nationale d’administration in Frankreich zu Post-graduate Studies.

## Karriere
Zwischen 1997 und 1998 war Sirisena Executive assistant des Handelsministers. 1998 schloss sie sich dem Sri Lanka Foreign Service an, wo sie Assistant Director of Economic Affairs des Außenministeriums bis 2001.
Von 2001 bis 2005 war sie First Secretary der Ständigen Delegation bei der UNESCO. Danach wurde sie Stellvertretende Direktorin für Wirtschaftsangelegenheiten beim Außenministerium (2005).
Sirisena zog nach Mumbai, als sie 2014 Consul General von Sri Lanka in Mumbai wurde. Diese Stellung hatte sie bis 2018 inne. Als Generalkonsulin war sie für die diplomatischen Beziehungen mit Gujarat, Maharashtra und Goa in Indien zuständig. Sie hatte zusätzlich Posten in Sri Lanka als Teil der Auslandsvertretung in Genf, Brüssel und Paris.
Sirisena wurde 2018 Generaldirektorin für Wirtschaftsangelegenheiten und Generaldirektorin für Pressearbeit beim Außenministerium. 2019 wurde sie dann  Ständige Vertreterin bei den Vereinten Nationen für Sri Lanka in Wien. Im März 2020 trat sie die Stelle als High Commissioner für das Vereinigte Königreich an.
2023 wurde sie mit der Ehrung Diplomat of the Year from Asia and Oceania ausgezeichnet. Die Ehrung wird von der Zeitschrift The Diplomat jährlich bei einer Awards Ceremony vergeben.

## Familie
Sirisena ist verheiratet mit Sudath Talpahewa.